# 8 Star Motorsports
8 Star Motorsports, est une écurie de sport automobile américaine basée en Floride à Pompano Beach, près de Miami. Créée en 2012 par le pilote automobile vénézuélien Enzo Potolicchio l'équipe participe au Grand-Am et à partir de 2013 en WEC dans la catégorie LMGTE Am avec une Ferrari 458 Italia GT2.

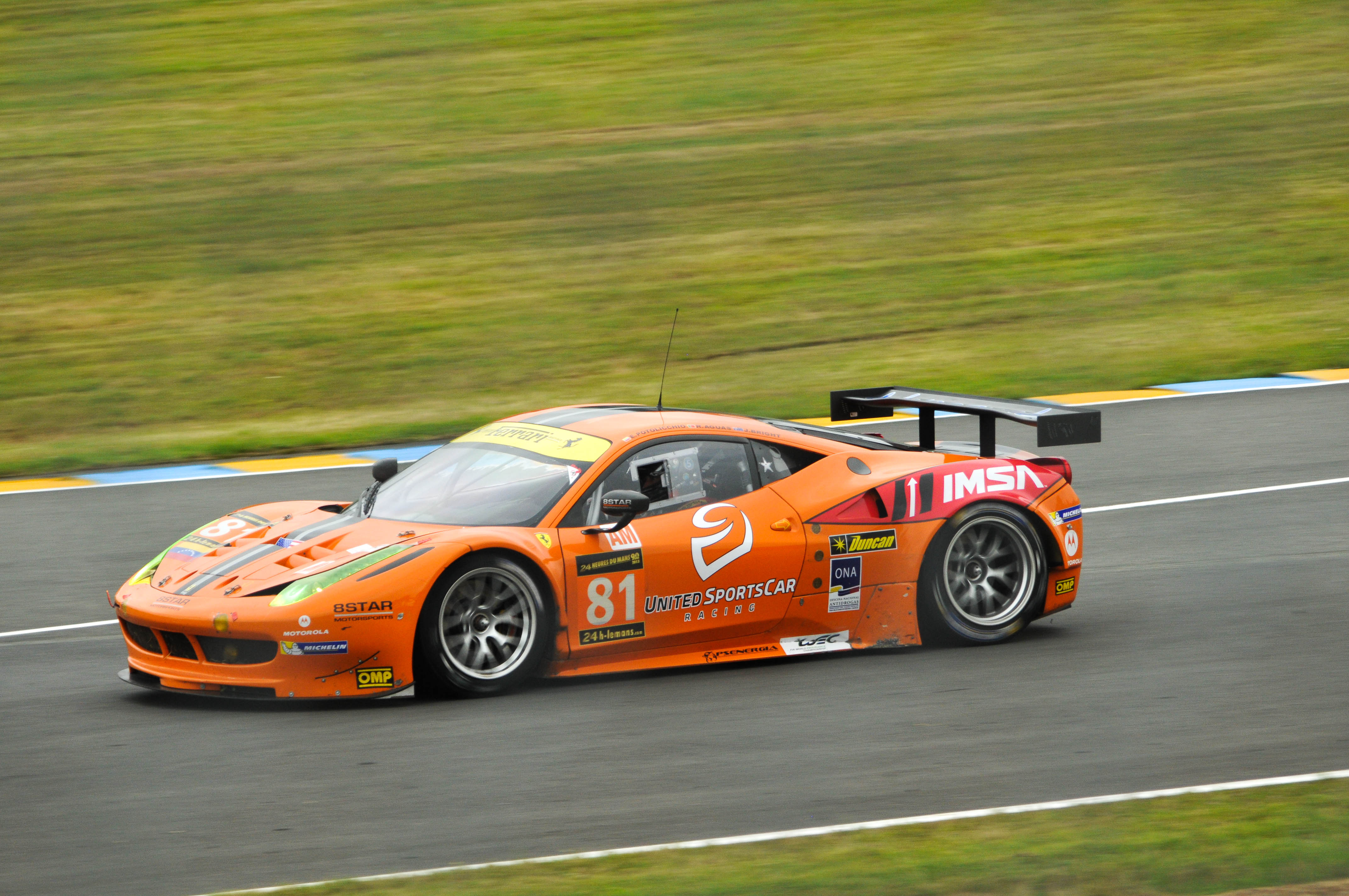
La Ferrari 8 Star Motorsports lors des 24 Heures du Mans 2013.

## Palmarès
Titres
- WEC
  - Trophée Endurance FIA des équipes LMGTE Am en 2013.

Victoires
- WEC
  - Vainqueur des 6 Heures de Spa 2013 avec Enzo Potolicchio, Rui Águas et Matteo Malucelli dans la catégorie GTE Am.
  - Vainqueur des 6 Heures de Shanghai 2013 avec Enzo Potolicchio, Rui Águas et Davide Rigon dans la catégorie GTE Am.

## Pilotes et anciens pilotes
| - Enzo Potolicchio - Rui Águas - Matteo Malucelli - Jason Bright (en) |  | - Philipp Peter - Stéphane Sarrazin - Anthony Davidson - Nicolas Minassian |  | - Pedro Lamy - Michael Valiante - Sébastien Bourdais - Davide Rigon |

## Résultats en Championnat du monde d'endurance FIA
| Saison | Écurie             | Châssis                | Moteur           | Pneus    | Numéro | Courses | Courses | Courses | Courses | Courses | Courses | Courses | Courses | Points inscrits | Classement |
| Saison | Écurie             | Châssis                | Moteur           | Pneus    | Numéro | 1       | 2       | 3       | 4       | 5       | 6       | 7       | 8       | Points inscrits | Classement |
| ------ | ------------------ | ---------------------- | ---------------- | -------- | ------ | ------- | ------- | ------- | ------- | ------- | ------- | ------- | ------- | --------------- | ---------- |
| 2013   | 8 Star Motorsports | Ferrari 458 Italia GT2 | Ferrari 4.5 L V8 | Michelin | 81     | SIL     | SPA     | LMS     | SÃO     | CDA     | FUJ     | SHA     | BHR     | 136             | Champion   |
| 2013   | 8 Star Motorsports | Ferrari 458 Italia GT2 | Ferrari 4.5 L V8 | Michelin | 81     | 3e      | 1er     | 10e     | 2e      | 4e      | 4e      | 1er     | 2e      | 136             | Champion   |
| 2014   | 8 Star Motorsports | Ferrari 458 Italia GT2 | Ferrari 4.5 L V8 | Michelin | 90     | SIL     | SPA     | LMS     | CDA     | FUJ     | SHA     | BHR     | SÃO     | 65              | 6e         |
| 2014   | 8 Star Motorsports | Ferrari 458 Italia GT2 | Ferrari 4.5 L V8 | Michelin | 90     | Abd     | 8e      | 4e      | 5e      | Abd     | 3e      | 5e      | Abd     | 65              | 6e         |